# Johan Ryno
Karl Johan Ryno, född den 5 juni 1986, är en svensk före detta professionell ishockeyspelare. Han draftades som 137:e totalt av Detroit Red Wings vid NHL Entry Draft 2005.

## Spelarkarriär
Efter två säsonger med bra spel i division 1 så draftades Ryno av Detroit Red Wings i NHL-draften 2005 som 137:e spelare totalt. Ryno började spela med IK Oskarshamn i HockeyAllsvenskan säsongen 2005-06, vilket han klarade av bra och säsongen 2006-07 så blev det flytt till Frölunda i SHL. Ryno spelade dock endast 14 matcher och blev sedan utlånad resten av säsongen.
Säsongen 2007-08 bestämde sig Ryno för att försöka ta en ordinarie plats i Red Wings, men lyckades inte ta sig med i truppen vilket gjorde att han då blev skickad till farmarlaget Grand Rapids Griffins i AHL. Det blev endast 12 matcher innan Ryno bestämde sig för att återvända hem till Sverige för spel i Djurgårdens IF i SHL. DIF valde dock att låna ut Ryno till AIK i HA dom två kommande säsongerna.
Ryno lämnade AIK för Detroit Red Wings inför säsongen 2009–10, men återvände till AIK efter att ha fått nobben av Red Wings. Han ville hellre åka hem till Sverige för spel i HA och AIK istället för spel i AHL med Red Wings farmarlag Grand Rapids Griffins.
Säsongen 2010-11 återvände han till Oskarhamn och skrev ett tvåårskontrakt med klubben men efter det blev endast en säsong innan Ryno bestämde sig för att skriva på ett kontrakt med Leksands IF.
17 april 2015 stod det klart att Ryno skrivit på ett tvåårskontrakt med Färjestad BK. Han svarade för en svag första säsong i klubben, endast 17 poäng på 44 spelade matcher. Anledningen till hans svaga facit ska bland annat berott på kraftiga smärtor i ryggen. Påföljande säsong, 2016-17 var han en av lagets bästa spelare då han noterades för 36 poäng (varav 16 mål) på 47 spelade matcher. Han förlängde sitt kontrakt 2017 med Färjestad med ett treårskontrakt.
Säsongen 2017-18 slog Ryno ett nytt assistrekord i Färjestad under en säsong med sina 37 assists. Därmed slog han Thomas Rhodins tidigare rekord på 36 assist.

## Statistik

### Klubbkarriär
| 2005–06    | IK Oskarshamn         | HA         | 34  | 13 | 10  | 23  | 64  | —  | — | —  | —  | —  |
| 2006–07    | AIK                   | HA         | 14  | 2  | 7   | 9   | 14  | —  | — | —  | —  | —  |
| 2006–07    | Frölunda HC           | SHL        | 14  | 0  | 0   | 0   | 14  | —  | — | —  | —  | —  |
| 2006–07    | Timrå IK              | SHL        | 25  | 5  | 6   | 11  | 8   | 5  | 0 | 1  | 1  | 0  |
| 2007–08    | Grand Rapids Griffins | AHL        | 12  | 3  | 4   | 7   | 8   | —  | — | —  | —  | —  |
| 2007–08    | Djurgårdens IF        | SHL        | 30  | 2  | 7   | 9   | 18  | 5  | 0 | 0  | 0  | 0  |
| 2008–09    | AIK                   | HA         | 21  | 5  | 8   | 13  | 18  | 9  | 3 | 5  | 8  | 4  |
| 2009–10    | AIK                   | HA         | 47  | 9  | 11  | 20  | 34  | 10 | 1 | 4  | 5  | 4  |
| 2010–11    | IK Oskarshamn         | HA         | 50  | 18 | 28  | 46  | 54  | —  | — | —  | —  | —  |
| 2011–12    | Leksands IF           | HA         | 49  | 19 | 17  | 36  | 24  | 10 | 1 | 5  | 6  | 12 |
| 2012–13    | Leksands IF           | HA         | 52  | 20 | 24  | 44  | 79  | 10 | 1 | 9  | 10 | 6  |
| 2013–14    | Leksands IF           | SHL        | 50  | 10 | 23  | 33  | 28  | 3  | 2 | 1  | 3  | 4  |
| 2014–15    | Leksands IF           | SHL        | 49  | 14 | 24  | 38  | 36  | —  | — | —  | —  | —  |
| 2015–16    | Färjestad BK          | SHL        | 44  | 5  | 12  | 17  | 12  | 5  | 1 | 1  | 2  | 2  |
| 2016–17    | Färjestad BK          | SHL        | 47  | 16 | 20  | 36  | 28  | 4  | 0 | 3  | 3  | 12 |
| 2017–18    | Färjestad BK          | SHL        | 46  | 9  | 37  | 46  | 28  | 6  | 1 | 3  | 4  | 6  |
| 2018–19    | Färjestad BK          | SHL        | 45  | 14 | 15  | 29  | 57  | 14 | 4 | 7  | 11 | 6  |
| 2019–20    | Färjestad BK          | SHL        | 30  | 4  | 11  | 15  | 12  | —  | — | —  | —  | —  |
| 2019–20    | HC Lugano             | NL         | 1   | 0  | 0   | 0   | 0   | —  | — | —  | —  | —  |
| SHL totalt | SHL totalt            | SHL totalt | 380 | 79 | 155 | 234 | 241 | 42 | 8 | 16 | 24 | 30 |

### Internationellt
| År            | Lag           | Turnering     | Resultat      |   | Matcher | Mål | Assist | Poäng | Utv |
| ------------- | ------------- | ------------- | ------------- | - | ------- | --- | ------ | ----- | --- |
| 2006          | Sverige       | JVM           | 5:a           | 6 | 2       | 3   | 5      | 4     |     |
| Junior totalt | Junior totalt | Junior totalt | Junior totalt | 6 | 2       | 3   | 5      | 4     |     |